# 淑女と髯
『淑女と髯』（しゅくじょとひげ）は、1931年（昭和6年）1月24日公開の日本映画である。松竹キネマ製作・配給。監督は小津安二郎。モノクロ、スタンダード、サイレント、74分。
小津監督のナンセンス喜劇の中でも代表格とされる作品で、二枚目俳優の岡田時彦が喜劇的センスを発揮した。飯塚敏子のデビュー作でもある。初回興行は帝国館。現在、東京国立近代美術館フィルムセンターがフィルムを所蔵している。

## あらすじ
髭を生やした保守的な岡島は、友人の行本から妹の誕生パーティに招待される。そこに行く途中で、広子を不良のモガたちから救ってやる。その後、岡島が仕事を見つけられないでいる時に、慎み深く伝統的な広子は髭を剃るようにすすめる。彼はそれに従い仕事を見つけることに成功する。モガは岡島に愛情を抱くがライバル広子に負けを認め、更生を誓って去っていくのだった。

## スタッフ
- 監督：小津安二郎
- 原作脚色：北村小松
- ギャグマン：ジェームス槇（小津安二郎）
- 撮影・編集：茂原英雄
- 舞台設計：脇田世根一
- 監督補助：佐々木康
- 撮影補助：厚田雄治

## キャスト

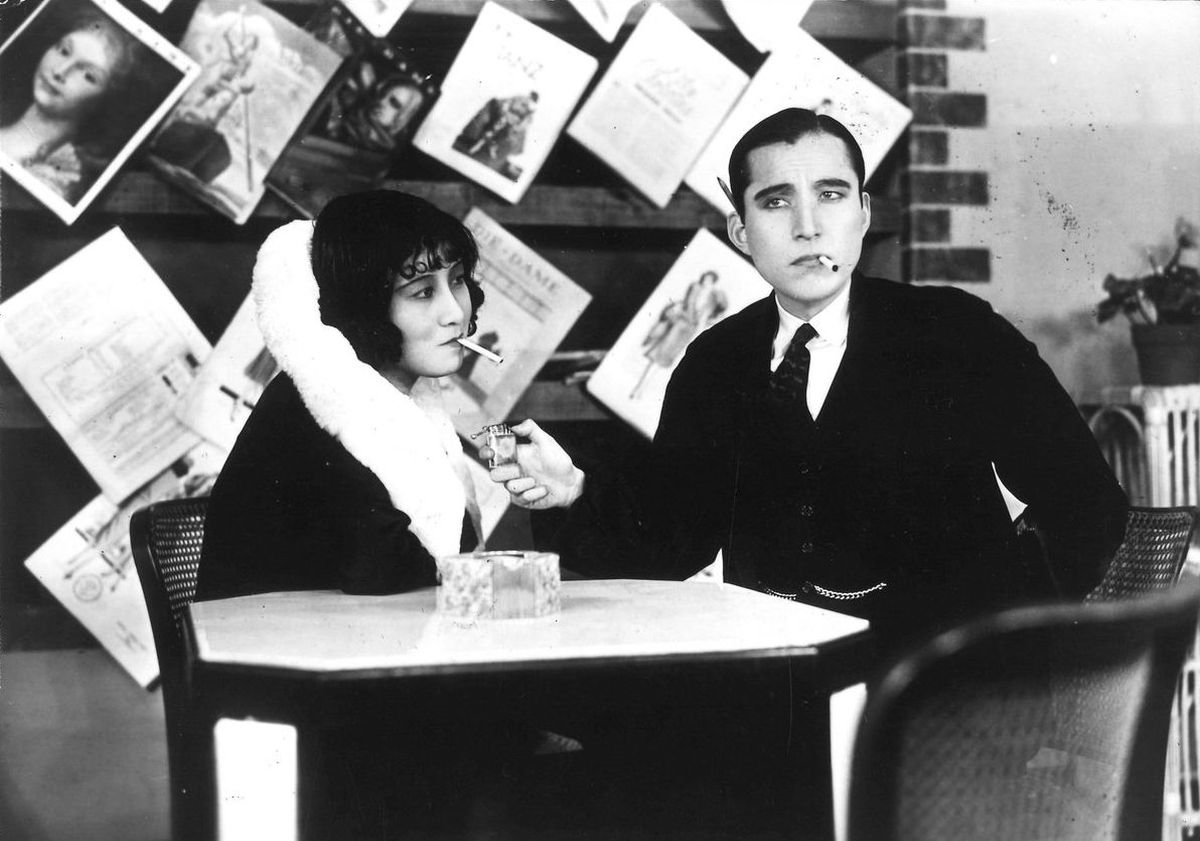
伊達里子と岡田 時彦

- 剣道選手岡島喜一：岡田時彦
- タイピストの娘広子：川崎弘子
- その母：飯田蝶子
- 不良モダンガール：伊達里子
- 男爵の息子行本輝雄：月田一郎
- その妹幾子：飯塚敏子
- その母：吉川満子
- 家令：坂本武
- 敵の大将：斎藤達雄
- 社長：岡田宗太郎
- 金持のモボ：南條康雄
- その母：葛城文子
- 剣道の審判長：突貫小僧（ノンクレジット）